# Saint-Ouen-en-Brie
Pour les articles homonymes, voir Saint-Ouen.
Saint-Ouen-en-Brie est une commune française située dans le département de Seine-et-Marne en région Île-de-France.

## Géographie

### Localisation
La commune est située à environ 7,2 kilomètres à l’ouest de Nangis .

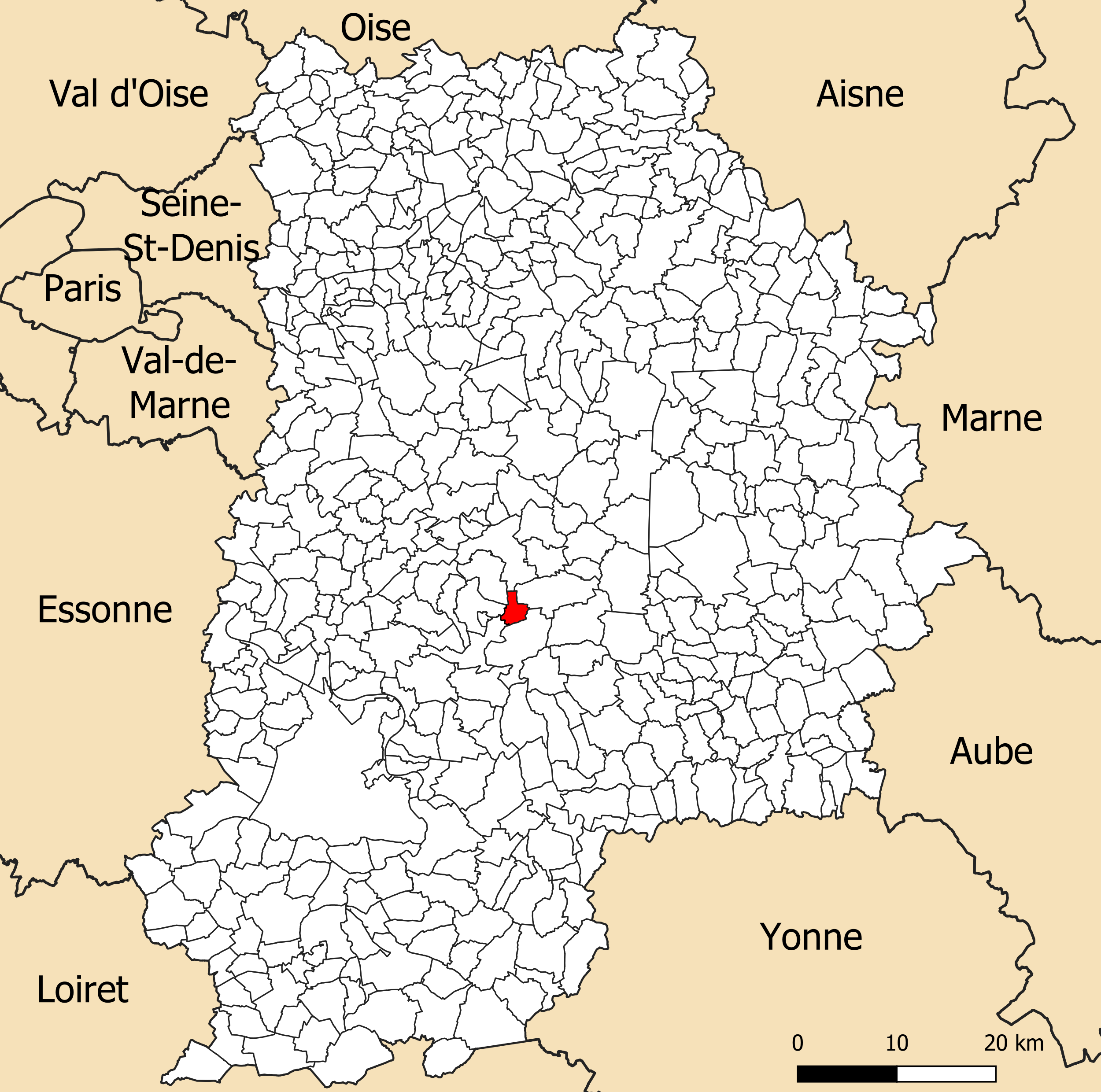
Localisation de la commune de Saint-Ouen-en-Brie dans le département de Seine-et-Marne.

### Communes limitrophes
Les communes limitrophes sont : La Chapelle-Gauthier, Bombon, Mormant, Aubepierre-Ozouer-le-Repos, Grandpuits-Bailly-Carrois et Fontenailles.
| Mormant              | Aubepierre-Ozouer-le-Repos | Grandpuits-Bailly-Carrois |
| Bombon               | Saint-Ouen-en-Brie         | Grandpuits-Bailly-Carrois |
| La Chapelle-Gauthier | Fontenailles               | Fontenailles              |

### Géologie et relief
L'altitude de la commune varie de 91 mètres à 124 mètres pour le point le plus haut, le centre du bourg se situant à environ 97 mètres d'altitude (mairie). Elle est classée en zone de sismicité 1, correspondant à une sismicité très faible.

### Hydrographie

#### Réseau hydrographique

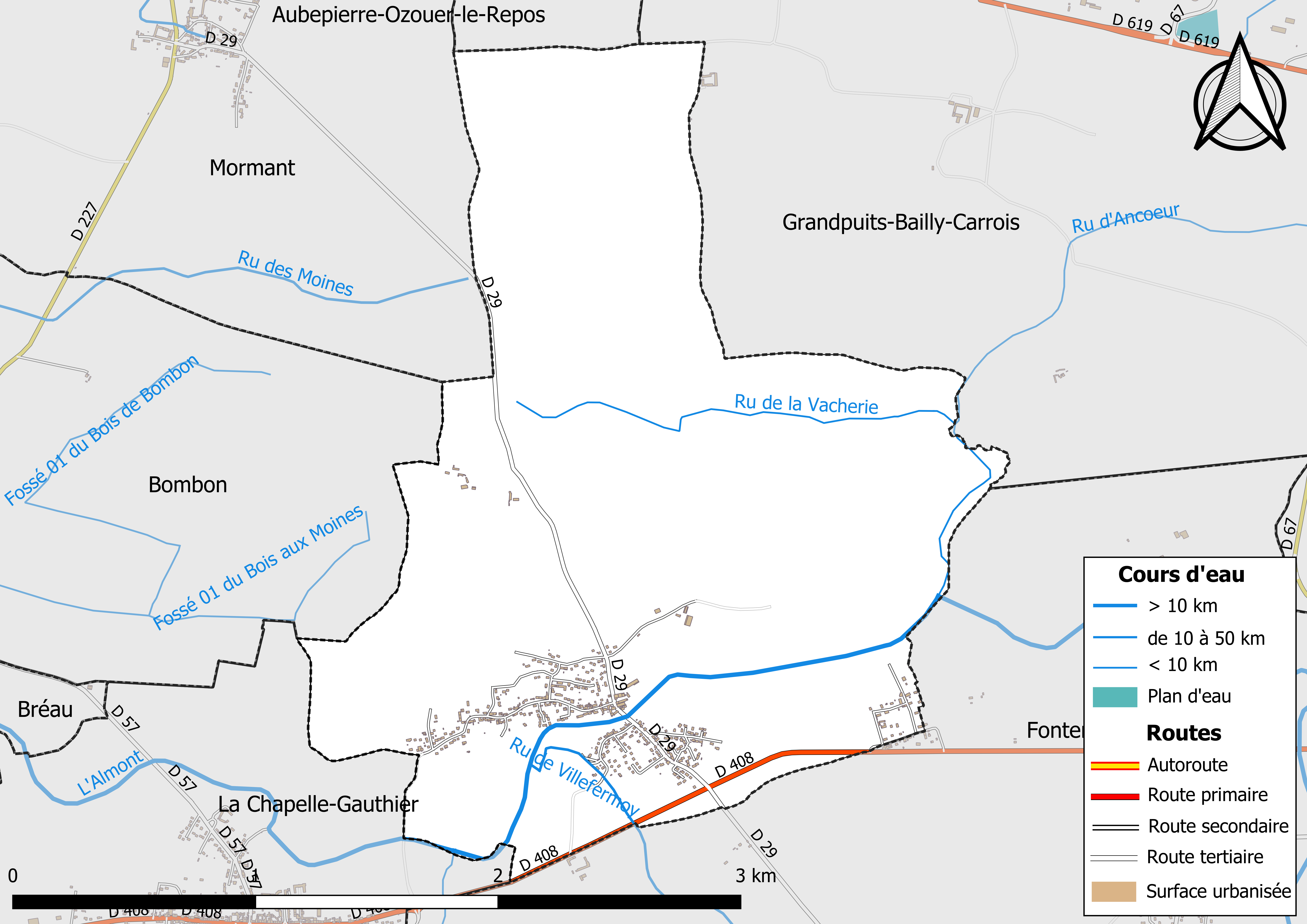
Carte des réseaux hydrographique et routier de Saint-Ouen-en-Brie.

Le réseau hydrographique de la commune se compose de quatre cours d'eau référencés :
- la rivière l’Almont ou ru d'ancoeuil, longue de 42,15 km[3], affluent de la Seine en rive droite ;
  - le ru de Villefermoy, long de 8,19 km[4], et ;
  - le ru d'Ancoeur, 7,44 km[5], affluents de l’Almont ;
    - le ru de la Vacherie, 1,95 km[6], affluent du ru d'Ancoeur.

La longueur totale des cours d'eau sur la commune est de 5,72 km.

#### Gestion des cours d'eau
Afin d’atteindre le bon état des eaux imposé par la Directive-cadre sur l'eau du 23 octobre 2000, plusieurs outils de gestion intégrée s’articulent à différentes échelles : le SDAGE, à l’échelle du bassin hydrographique, et le SAGE, à l’échelle locale. Ce dernier fixe les objectifs généraux d’utilisation, de mise en valeur et de protection quantitative et qualitative des ressources en eau superficielle et souterraine. Le département de Seine-et-Marne est couvert par six SAGE, au sein du bassin Seine-Normandie.
La commune fait partie du SAGE « Yerres », approuvé le 13 octobre 2011. Le territoire de ce SAGE correspond au bassin versant de l’Yerres, d'une superficie de 1 017 km2, parcouru par un réseau hydrographique de 450 kilomètres de long environ, répartis entre le cours de l’Yerres et ses affluents principaux que sont : le ru de l'Étang de Beuvron, la Visandre, l’Yvron, le Bréon, l’Avon, la Marsange, la Barbançonne, le Réveillon. Le pilotage et l’animation du SAGE sont assurés par le syndicat mixte pour l'assainissement et la gestion des eaux du bassin versant de l’Yerres (SYAGE), qualifié de « structure porteuse ».

### Climat
Pour des articles plus généraux, voir Climat de l'Île-de-France et Climat de Seine-et-Marne.
En 2010, le climat de la commune est de type climat océanique dégradé des plaines du Centre et du Nord, selon une étude du CNRS s'appuyant sur une série de données couvrant la période 1971-2000. En 2020, Météo-France publie une typologie des climats de la France métropolitaine dans laquelle la commune est exposée à un climat océanique altéré et est dans la région climatique Nord-est du bassin Parisien, caractérisée par un ensoleillement médiocre, une pluviométrie moyenne régulièrement répartie au cours de l’année et un hiver froid (3 °C).
Pour la période 1971-2000, la température annuelle moyenne est de 10,9 °C, avec une amplitude thermique annuelle de 15,4 °C. Le cumul annuel moyen de précipitations est de 738 mm, avec 11,5 jours de précipitations en janvier et 7,6 jours en juillet. Pour la période 1991-2020, la température moyenne annuelle observée sur la station météorologique la plus proche, située sur la commune de Grandpuits-Bailly-Carrois à 5 km à vol d'oiseau, est de 11,3 °C et le cumul annuel moyen de précipitations est de 704,0 mm,. Pour l'avenir, les paramètres climatiques de la commune estimés pour 2050 selon différents scénarios d'émission de gaz à effet de serre sont consultables sur un site dédié publié par Météo-France en novembre 2022.
| Mois                                  | jan.           | fév.           | mars          | avril         | mai             | juin          | jui.          | août           | sep.          | oct.            | nov.            | déc.             | année      |
| ------------------------------------- | -------------- | -------------- | ------------- | ------------- | --------------- | ------------- | ------------- | -------------- | ------------- | --------------- | --------------- | ---------------- | ---------- |
| Température minimale moyenne (°C)     | 1,3            | 1,4            | 3             | 5             | 8,5             | 11,4          | 13,2          | 13             | 10,1          | 7,8             | 4,3             | 2,1              | 6,8        |
| Température moyenne (°C)              | 3,9            | 4,6            | 7,5           | 10,3          | 13,9            | 17,1          | 19,3          | 19,1           | 15,5          | 11,9            | 7,3             | 4,6              | 11,3       |
| Température maximale moyenne (°C)     | 6,5            | 7,9            | 11,9          | 15,5          | 19,4            | 22,8          | 25,3          | 25,2           | 21            | 16              | 10,3            | 7,1              | 15,7       |
| Record de froid (°C) date du record   | −18,8 08.01.10 | −13 22.02.1996 | −9,1 01.03.05 | −5,8 08.04.03 | −1,3 05.05.1996 | 1,5 01.06.06  | 5,7 31.07.15  | 3,3 28.08.1998 | 1,9 25.09.02  | −5,5 30.10.1997 | −9,8 24.11.1998 | −12,5 31.12.1996 | −18,8 2010 |
| Record de chaleur (°C) date du record | 16 05.01.1999  | 18,7 24.02.21  | 24,5 31.03.21 | 28 20.04.18   | 31,5 28.05.17   | 36,4 27.06.11 | 40,5 25.07.19 | 39,6 07.08.03  | 33,7 08.09.23 | 27,8 01.10.11   | 21,5 07.11.15   | 17,2 07.12.00    | 40,5 2019  |
| Précipitations (mm)                   | 56,9           | 53,3           | 51            | 54,5          | 65,1            | 53,7          | 54,7          | 57,7           | 56,2          | 66,2            | 62,6            | 72,1             | 704        |

### Milieux naturels et biodiversité
Aucun espace naturel présentant un intérêt patrimonial n'est recensé sur la commune dans l'inventaire national du patrimoine naturel,,.

## Urbanisme

### Typologie
Au 1er janvier 2024, Saint-Ouen-en-Brie est catégorisée bourg rural, selon la nouvelle grille communale de densité à sept niveaux définie par l'Insee en 2022.
Elle est située hors unité urbaine. Par ailleurs la commune fait partie de l'aire d'attraction de Paris, dont elle est une commune de la couronne,. Cette aire regroupe 1 929 communes,.

### Lieux-dits et écarts
La commune compte 58 lieux-dits administratifs répertoriés consultables ici dont le Jarrier (partagé avec Fontenailles).

### Occupation des sols
L'occupation des sols de la commune, telle qu'elle ressort de la base de données européenne d’occupation biophysique des sols Corine Land Cover (CLC), est marquée par l'importance des forêts et milieux semi-naturels (48,3 % en 2018), en augmentation par rapport à 1990 (47,4 %). La répartition détaillée en 2018 est la suivante : 
forêts (48,3% ), terres arables (39,5% ), zones urbanisées (11,6% ), zones agricoles hétérogènes (0,5 %).
Parallèlement, L'Institut Paris Région, agence d'urbanisme de la région Île-de-France, a mis en place un inventaire numérique de l'occupation du sol de l'Île-de-France, dénommé le MOS (Mode d'occupation du sol), actualisé régulièrement depuis sa première édition en 1982. Réalisé à partir de photos aériennes, le Mos distingue les espaces naturels, agricoles et forestiers mais aussi les espaces urbains (habitat, infrastructures, équipements, activités économiques, etc.) selon une classification pouvant aller jusqu'à 81 postes, différente de celle de Corine Land Cover,,. L'Institut met également à disposition des outils permettant de visualiser par photo aérienne l'évolution de l'occupation des sols de la commune entre 1949 et 2018.

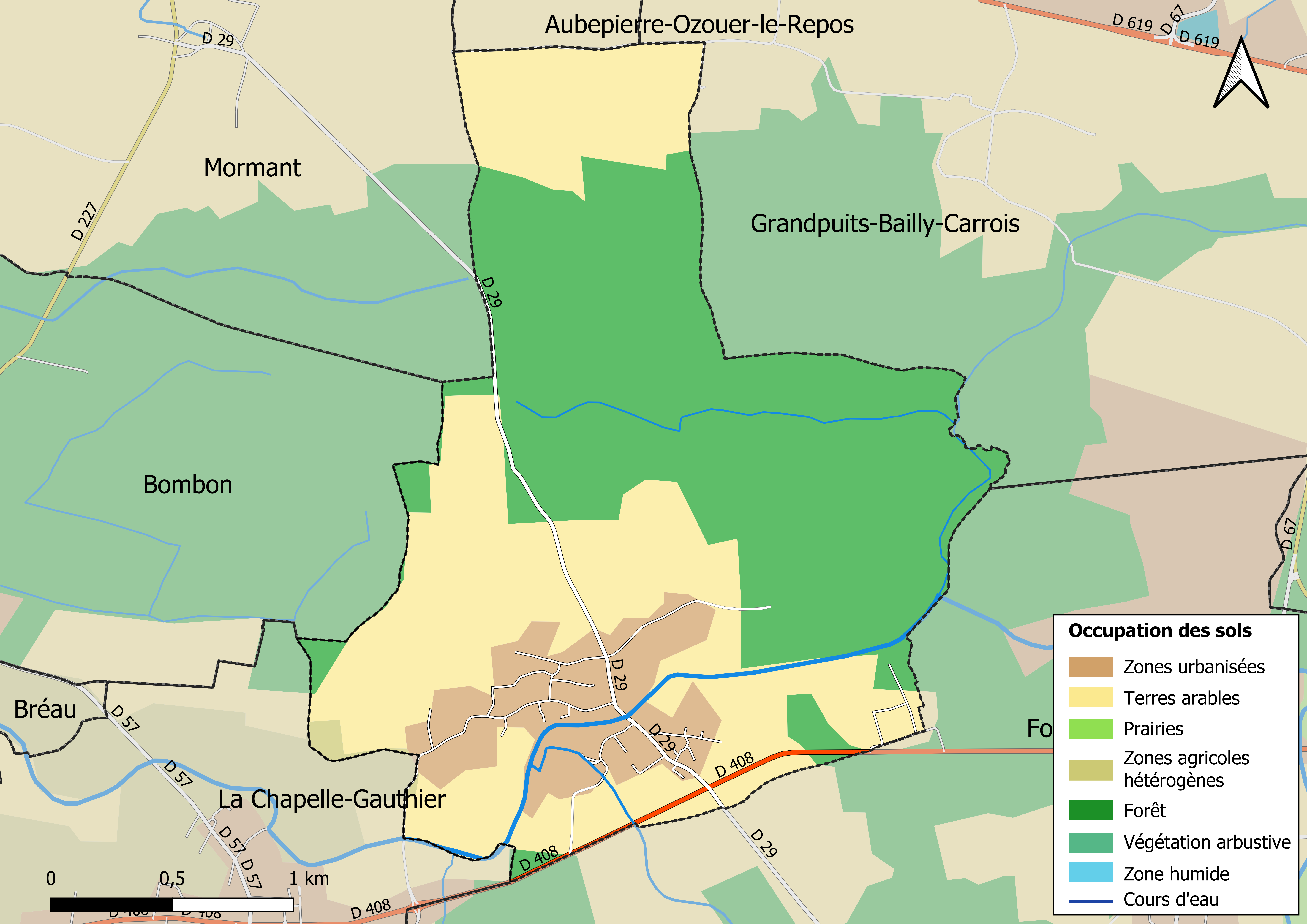
Carte des infrastructures et de l'occupation des sols en 2018 (CLC) de la commune.
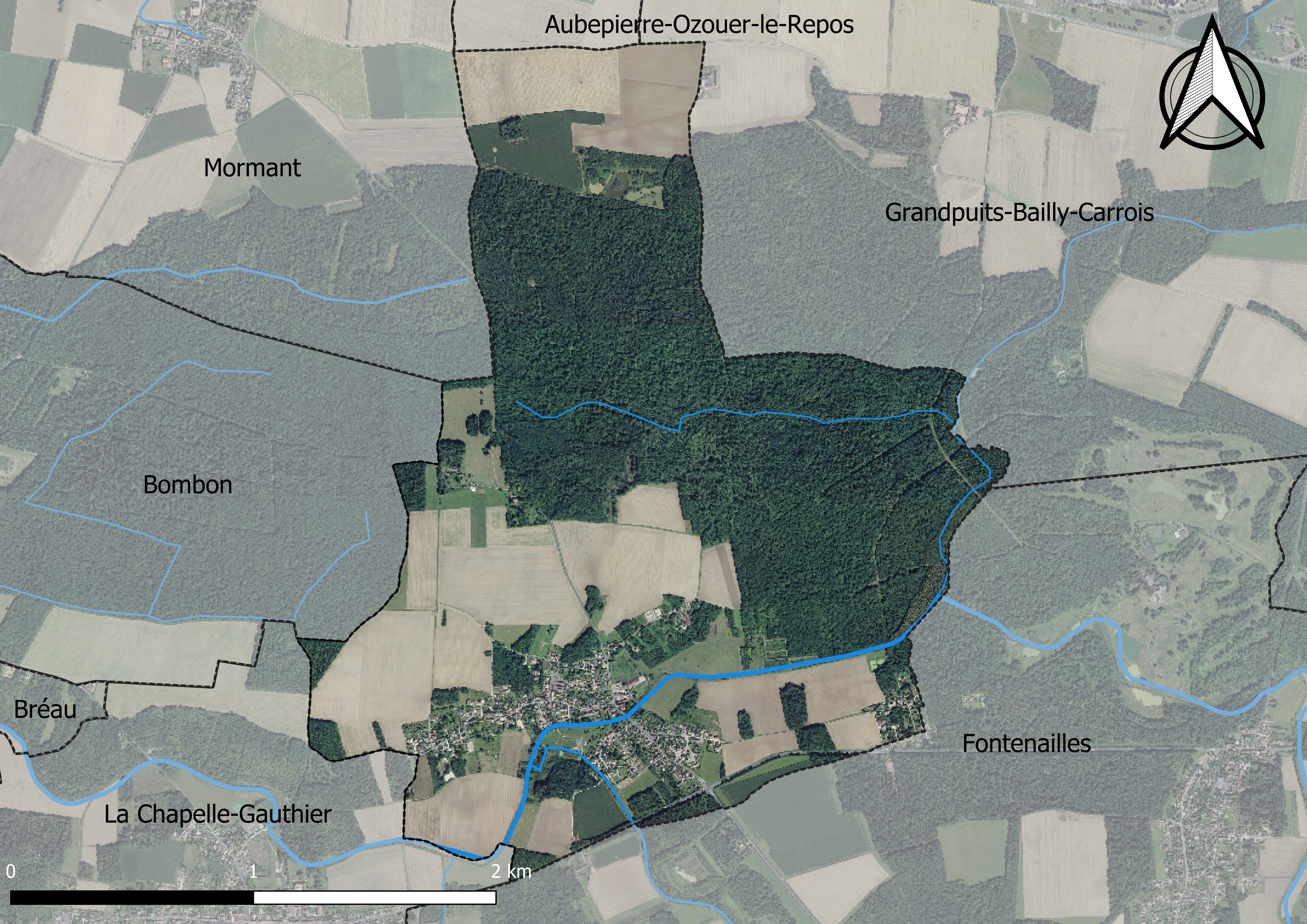
Carte orhophotogrammétrique de la commune.

### Planification
La commune disposait en 2019 d'un plan local d'urbanisme en révision. Le zonage réglementaire et le règlement associé peuvent être consultés sur le Géoportail de l'urbanisme.

### Logement
En 2016, le nombre total de logements dans la commune était de 320, dont 100 % de maisons.
Parmi ces logements, 94,7 % étaient des résidences principales, 2,2 % des résidences secondaires et 3,1 % des logements vacants.
La part des ménages fiscaux propriétaires de leur résidence principale s'élevait à 97 % contre 1,7 % de locataires et 1,3 % logés gratuitement,.

## Toponymie
Le nom de la localité est mentionné sous les formes Sanctus Audoenus, Senonensis diocesis en 1255 ; Sanctus Audoenus in Bria en 1265 ; Saint Oym en Brie en 1292 ; Saint Oing en Brie en 1394 ; Saint Oyn, près de Grantpuis, ou pays de Brie en 1425 ; Saint Ouyn en Brie en 1476 ; Saint Ouyn en 1493 ; Saint Oyn en 1561 ; Saint Ouin en Brie en 1689 ; La tuilerie de Saint Ouen en Brie en 1696 ; Saint Oin,1696 ; Saint-Ouen-en-Brie (Décret du 18 octobre 1950).
Le nom de la commune dérive de celui du saint Ouen de Rouen.
La Brie est une région naturelle située dans la partie orientale du bassin parisien, entre les vallées de la Marne, de l'Orge, de la Seine et la côte d'Île-de-France.

## Histoire
Le village est mentionné dès le XIIIe siècle. À la fin du XIIe et au XIIIe siècle, les haies de Brie ou de Nangis sont en bordure de la commune.
Il dépendait de l'abbaye de Saint-Denis, avant d'être une possession de la seigneurie de Grandpuits au XVIIIe siècle.

## Politique et administration

### Rattachements administratifs et électoraux
Saint-Ouen-en-Brie se trouve dans le département de Seine-et-Marne. Rattachée depuis la Révolution française à l'arrondissement de Melun, elle intègre le 1er janvier 2017 l'arrondissement de Provins afin de faire coïncider les limites d'arrondissement et celles des intercommunalités.
Pour l'élection des députés, elle fait partie depuis 2012 de la troisième circonscription de Seine-et-Marne.
Elle faisait partie depuis 1793 du canton de Mormant. Dans le cadre du redécoupage cantonal de 2014 en France, la commune intègre le canton de Nangis.

### Intercommunalité
La commune est membre de la communauté de communes de la Brie nangissienne, créée en 2005.

### Liste des maires
| Période                                  | Période  | Identité                       | Étiquette | Qualité                          |
| ---------------------------------------- | -------- | ------------------------------ | --------- | -------------------------------- |
| Les données manquantes sont à compléter. |          |                                |           |                                  |
| 1809                                     | 1811     | M. Leroy                       |           |                                  |
| 1814                                     |          | M. Paillard                    |           |                                  |
| 1828                                     |          | M. Duval                       |           |                                  |
| 1830                                     |          | M. Leroy                       |           |                                  |
| 1831                                     |          | Claude Vincent Leroy           |           | Propriétaire                     |
| 1836                                     |          | M. Leroy                       |           |                                  |
| 1837                                     | 1848     | Claude Vincent Leroy           |           | Propriétaire                     |
| 1848                                     | 1855     | Prudent Deligny                |           | Cultivateur                      |
| 1855                                     | 1871     | Alphonse Alexis Joseph Camuset |           | Propriétaire                     |
| 1871                                     | 1874     | Louis François Vincent Girard  |           | Cultivateur                      |
| 1874                                     | 1876     | Louis Léon Augustin Chazal     |           | Contrôleur à la Banque de France |
| 1876                                     | 1881     | Louis Pierre Honoré Sieux      |           | Propriétaire                     |
| 1881                                     | 1888     | François Hubert David          |           | Vigneron                         |
| 1888                                     | 1891     | Théodore Ètienne Massé,        |           | Tuilier                          |
| 1891                                     | 1894     | Armand Martin                  |           | Cultivateur                      |
| 1894                                     | 1913     | Étienne Massé                  |           | Cultivateur                      |
| 1913                                     | 1919     | Émile Maudier                  |           | Propriétaire                     |
| 1919                                     | 1932     | Constant Franconville          |           | Manouvrier                       |
| 1932                                     | 1937     | Pierre Huet                    |           |                                  |
| 1937                                     | 1947     | Charles Saunier                |           |                                  |
| 1947                                     | 1971     | Marcel Fontaine                |           |                                  |
| 1971                                     | 1989     | Pierre Bailly                  | MRG       |                                  |
| 1989                                     | 1995     | Gabriel Rousseau               |           |                                  |
| Les données manquantes sont à compléter. |          |                                |           |                                  |
| mars 2001                                | En cours | Yannick Guillo                 | PRG       | Ingénieur du son                 |

## Équipements et services

### Eau et assainissement
L’organisation de la distribution de l’eau potable, de la collecte et du traitement des eaux usées et pluviales relève des communes. La loi NOTRe de 2015 a accru le rôle des EPCI à fiscalité propre en leur transférant cette compétence. Ce transfert devait en principe être effectif au 1er janvier 2020, mais la loi Ferrand-Fesneau du 3 août 2018 a introduit la possibilité d’un report de ce transfert au 1er janvier 2026,.

#### Assainissement des eaux usées
En 2020, la commune de Saint-Ouen-en-Brie gère le service d’assainissement collectif (collecte, transport et dépollution) en régie directe, c’est-à-dire avec ses propres personnels.
L’assainissement non collectif (ANC) désigne les installations individuelles de traitement des eaux domestiques qui ne sont pas desservies par un réseau public de collecte des eaux usées et qui doivent en conséquence traiter elles-mêmes leurs eaux usées avant de les rejeter dans le milieu naturel. La communauté de communes Brie Nangissienne (CCBN) assure pour le compte de la commune le service public d'assainissement non collectif (SPANC), qui a pour mission de vérifier la bonne exécution des travaux de réalisation et de réhabilitation, ainsi que le bon fonctionnement et l’entretien des installations. Cette prestation est déléguée à l'entreprise Veolia, dont le contrat arrive à échéance le 31 décembre 2021,.

#### Eau potable
En 2020, l'alimentation en eau potable est assurée par le SIAEP de Grandpuits-Bailly-Carrois, Fontenailles, Saint-Ouen-en-Brie, Clos-fontaine qui en a délégué la gestion à l'entreprise Veolia, dont le contrat expire le 30 juin 2032,,.

## Population et société
L'évolution du nombre d'habitants est connue à travers les recensements de la population effectués dans la commune depuis 1793. Pour les communes de moins de 10 000 habitants, une enquête de recensement portant sur toute la population est réalisée tous les cinq ans, les populations de référence des années intermédiaires étant quant à elles estimées par interpolation ou extrapolation. Pour la commune, le premier recensement exhaustif entrant dans le cadre du nouveau dispositif a été réalisé en 2006.

En 2022, la commune comptait 833 habitants, en évolution de −1,19 % par rapport à 2016 (Seine-et-Marne : +3,92 %, France hors Mayotte : +2,11 %).
| 1793 | 1800 | 1806 | 1821 | 1831 | 1836 | 1841 | 1846 | 1851 |
| ---- | ---- | ---- | ---- | ---- | ---- | ---- | ---- | ---- |
| 292  | 412  | 435  | 408  | 432  | 419  | 392  | 363  | 350  |

| 1856 | 1861 | 1866 | 1872 | 1876 | 1881 | 1886 | 1891 | 1896 |
| ---- | ---- | ---- | ---- | ---- | ---- | ---- | ---- | ---- |
| 342  | 318  | 309  | 266  | 302  | 276  | 255  | 256  | 282  |

| 1901 | 1906 | 1911 | 1921 | 1926 | 1931 | 1936 | 1946 | 1954 |
| ---- | ---- | ---- | ---- | ---- | ---- | ---- | ---- | ---- |
| 280  | 220  | 218  | 180  | 180  | 163  | 160  | 173  | 146  |

| 1962 | 1968 | 1975 | 1982 | 1990 | 1999 | 2006 | 2011 | 2016 |
| ---- | ---- | ---- | ---- | ---- | ---- | ---- | ---- | ---- |
| 129  | 123  | 172  | 219  | 577  | 704  | 843  | 860  | 843  |

| 2021 | 2022 | - | - | - | - | - | - | - |
| ---- | ---- | - | - | - | - | - | - | - |
| 833  | 833  | - | - | - | - | - | - | - |

## Économie

### Revenus de la population et fiscalité
En 2018, le nombre de ménages fiscaux de la commune était de 306, représentant 861 personnes et la  médiane du revenu disponible par unité de consommation  de 25 830 euros.

### Emploi
En 2017 , le nombre total d’emplois dans la zone était de 74, occupant 447 actifs  résidants.
Le taux d'activité de la population (actifs ayant un emploi) âgée de 15 à 64 ans s'élevait à 75,8 % contre un taux de chômage de 4,4 %.
Les 19,8 % d’inactifs se répartissent de la façon suivante : 7,9 % d’étudiants et stagiaires non rémunérés, 8,6 % de retraités ou préretraités et 3,4 % pour les autres inactifs.

### Secteurs d'activité

#### Entreprises et commerces
En 2019, le nombre d’unités légales et d’établissements (activités marchandes hors agriculture. ) par secteur d'activité était de 35 dont 2 dans l’industrie manufacturière, industries extractives et autres, 8 dans la construction, 11 dans le commerce de gros et de détail, transports, hébergement et restauration, 1 dans les activités financières et d'assurance, 1 dans les activités immobilières, 4 dans les activités spécialisées, scientifiques et techniques et activités de services administratifs et de soutien, 4 dans l’administration publique, enseignement, santé humaine et action sociale et 4  étaient relatifs aux autres activités de services.
En 2020, 5 entreprises ont été créées sur le territoire de la commune, dont 3 individuelles.
Au 1er janvier 2021, la commune ne disposait pas d’hôtel et de terrain de camping.

#### Agriculture
Saint-Ouen-en-Brie est dans la petite région agricole dénommée la « Brie humide » (ou Brie de Melun), une partie de la Brie à l'est de Melun. En 2010, l'orientation technico-économique de l'agriculture sur la commune est la polyculture et le polyélevage.
Si la productivité agricole de la Seine-et-Marne se situe dans le peloton de tête des départements français, le département enregistre un double phénomène de disparition des terres cultivables (près de 2 000 ha par an dans les années 1980, moins dans les années 2000) et de réduction d'environ 30 % du nombre d'agriculteurs dans les années 2010. Cette tendance se retrouve au niveau de la commune où le nombre d’exploitations est passé de 5 en 1988 à 1 en 2010. Parallèlement, la taille de ces exploitations augmente, passant de 20 ha en 1988 à 106 ha en 2010.
Le tableau ci-dessous présente les principales caractéristiques des exploitations agricoles de Saint-Ouen-en-Brie, observées sur une période de 22 ans : 
|                                      | 1988 | 2000 | 2010 |
| ------------------------------------ | ---- | ---- | ---- |
| Dimension économique,                |      |      |      |
| Nombre d’exploitations (u)           | 5    | 2    | 1    |
| Travail (UTA)                        | 8    | 5    | 3    |
| Surface agricole utilisée (ha)       | 102  | 125  | 106  |
| Cultures                             |      |      |      |
| Terres labourables (ha)              | 78   | s    | s    |
| Céréales (ha)                        | 55   | s    | s    |
| dont blé tendre (ha)                 | s    | s    | s    |
| dont maïs-grain et maïs-semence (ha) | 28   | s    | s    |
| Tournesol (ha)                       | 0    |      |      |
| Colza et navette (ha)                | 0    | s    |      |
| Élevage                              |      |      |      |
| Cheptel (UGBTA)                      | 130  | 109  | 101  |

## Culture locale et patrimoine

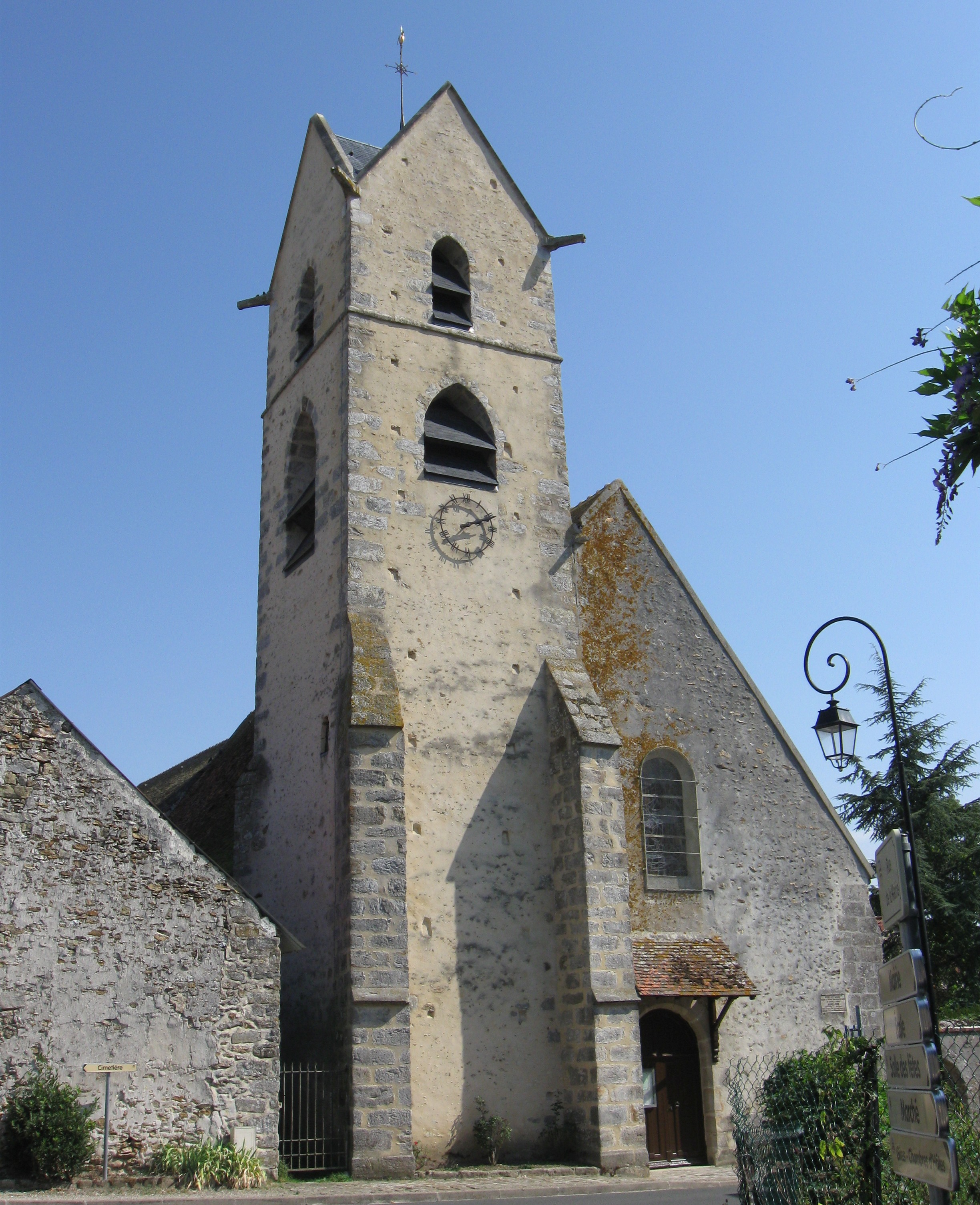
L'église Saint-Ouen.

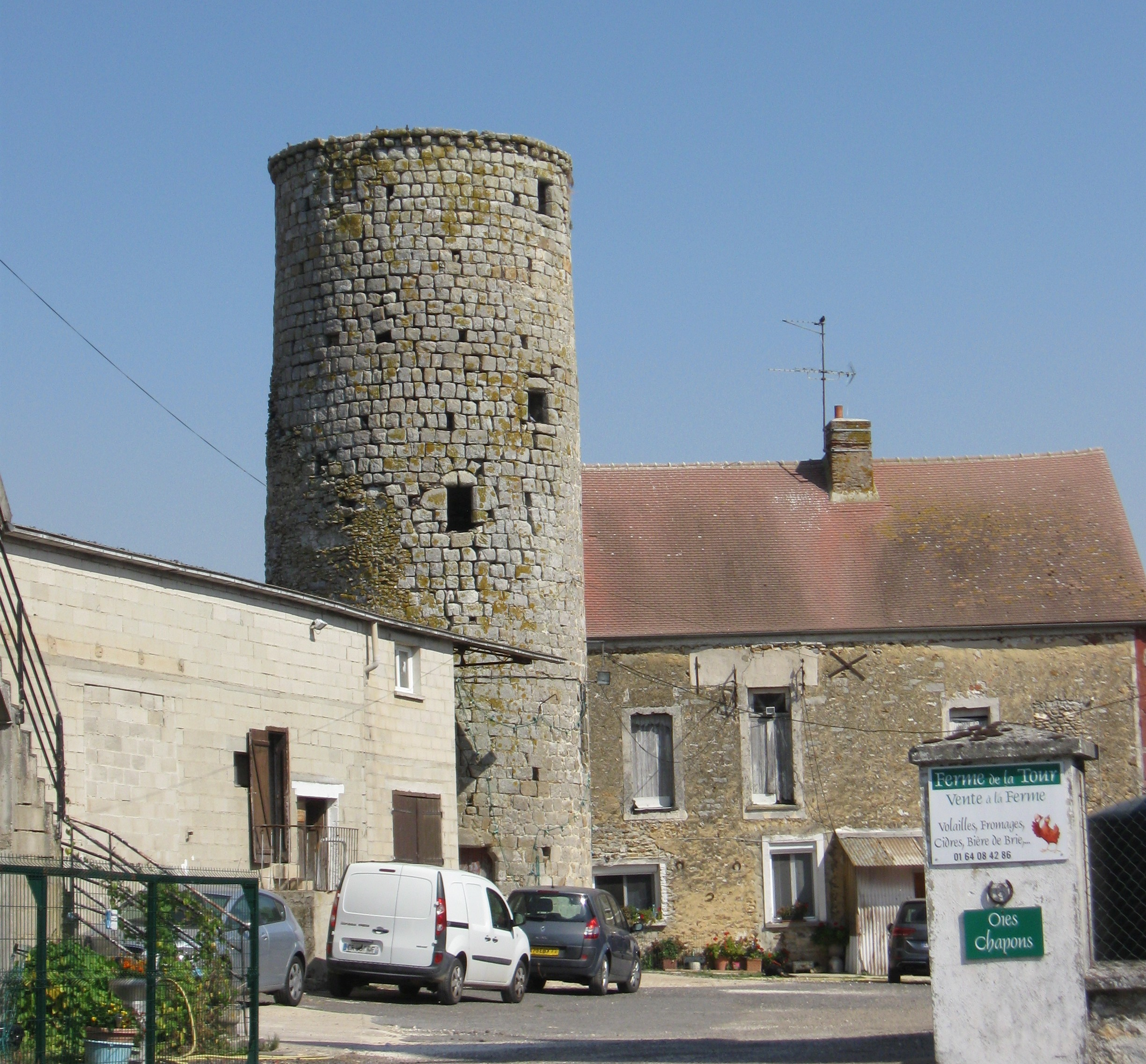
La ferme de la Tour..

### Lieux et monuments
- Église de Saint-Ouen-en-Brie, dont le clocher a été restauré en 2011, après avoir été abimé par la tempête de 1999[60]. La commune ne comptant presque plus d'habitants, l'église est menacée de destruction. Elle fut restaurée à partir de 1961[61] par un prêtre hollandais, le père Juffermans[38],[62].

L'église comporte le patrimoine mobilier classé suivant : 
Statue d’un Christ en croix (Chœur) ;
Statue de saint Ouen ;
Statue de saint Barthélémy ;
Statue de saint Vincent ;
Statue de sainte Anne ;
Meuble de sacristie ;
Deux statues : La Vierge et saint Jean en bois du XVIIe siècle qui proviennent d'un calvaire (Au nord et au sud de la nef ) ;
- Château de la Tuilerie

### Personnalités liées à la commune

#### Télévision
En 1973 Jean-Marie Périer et Claude Barrois  réalisent le téléfilm musical "pourquoi t’as les cheveux blancs ?" avec Georges Brassens.dans le rôle principal .